# 李容 (洪武進士)
李容，福建同安人，明朝官员，同進士出身。

## 生平
洪武二十三年，福建庚午鄉試中舉。洪武三十年（1397年），參加丁丑科會試，登進士，官授監察御史。